# I Governo Constitucional de Timor-Leste

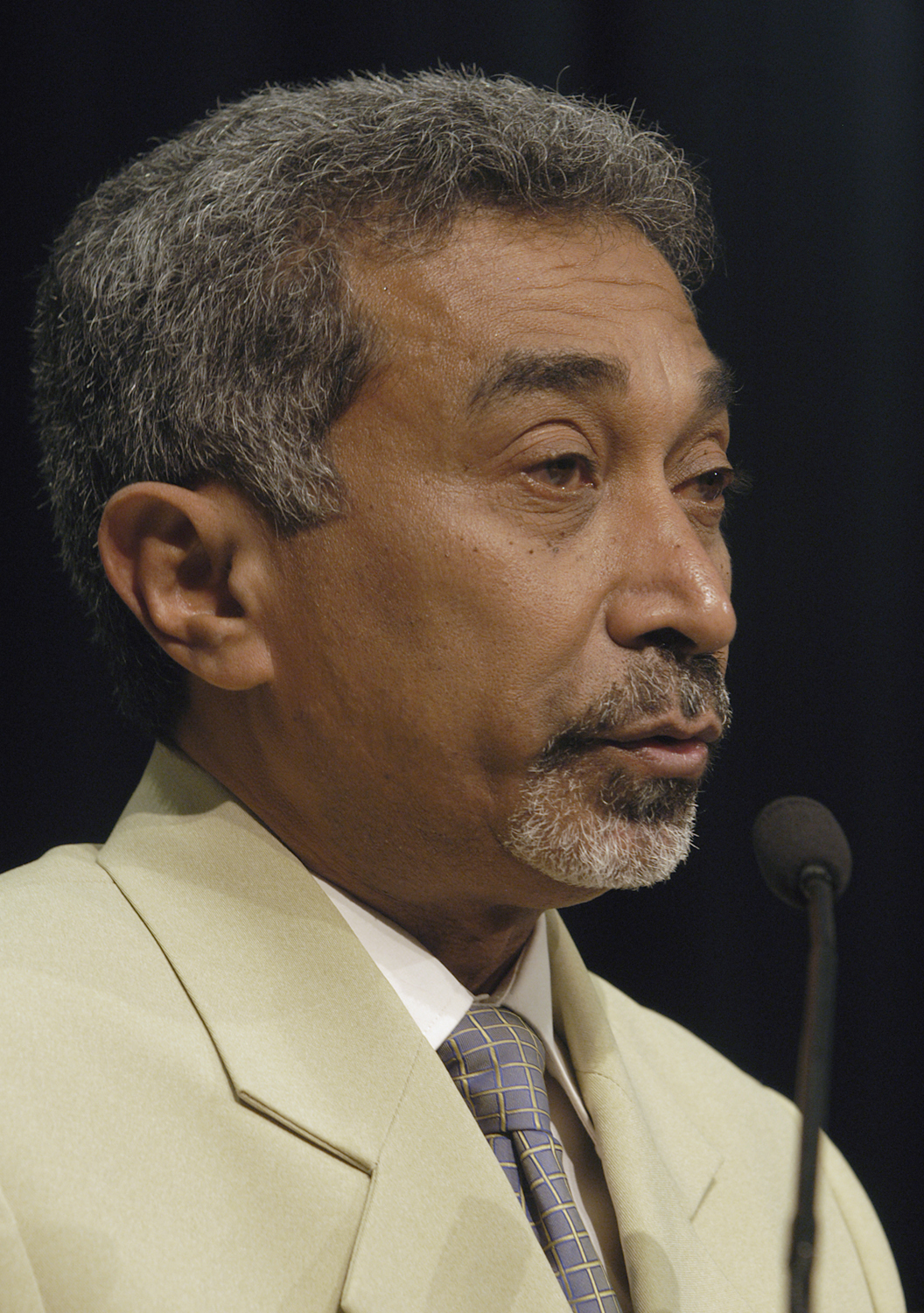
Marí Alkatiri em 2002

O I Governo constitucional de Timor-Leste foi o primeiro governo de Timor-Leste após a declaração de independência de Timor-Leste a 20 de maio de 2002. O primeiro-Ministro Marí Alkatiri governou até o 26 de junho de 2006.

## Membros do governo

### De 2002 a 2003
| I Governo                                               |                                                                                        |
| Nome                                                    | Cargo                                                                                  |
| Marí Bin Amude Alkatiri (FRETILIN)                      | Primeiro-ministro, Ministro do Desenvolvimento e Meio Ambiente                         |
| Ministros                                               |                                                                                        |
| José Ramos-Horta (independente)                         | Ministro dos Negócios Estrangeiros                                                     |
| Ana Pessoa Pinto (FRETILIN)                             | Ministro da Justiça                                                                    |
| Maria Madalena Brites Boavida (FRETILIN)                | Ministro do Planeamento e Finanças                                                     |
| Ovídio de Jesus Amaral (FRETILIN)                       | Ministro dos Transportes, Comunicações e Projetos Estaduais de Construção              |
| Rogério Tiago Lobato (FRETILIN)                         | Ministro da Administração Interna                                                      |
| Estanislau da Silva (FRETILIN)                          | Ministro da Agricultura, Florestas e Pescas                                            |
| Armindo Maia (independente)                             | Ministro da Educação, Cultura, Juventude e Desporto                                    |
| Rui Maria de Araújo (independente)                      | Ministro da Saúde                                                                      |
| Vice-ministros                                          |                                                                                        |
| José Luís Guterres                                      | Vice-Ministro dos Negócios Estrangeiros e Cooperação (reformado em 2002)               |
| Olímpio Miranda Branco                                  | Vice-Ministro dos Negócios Estrangeiros e Cooperação (sucessor de José Luís Guterres)  |
| Jorge da Conceição Teme (FRETILIN)                      | Vice-Ministro dos Negócios Estrangeiros e Cooperação                                   |
| César Vital Moreira (FRETILIN)                          | Vice-Ministro dos Transportes, Comunicações e Construção do Estado                     |
| Manuel Abrantes                                         | Vice-Ministro da Justiça                                                               |
| Domingos Maria Sarmento (FRETILIN)                      | Vice-Ministro da Justiça                                                               |
| Aicha Bassarewan (FRETILIN)                             | Vice-Ministro do Planeamento e Finanças                                                |
| Ilda Maria da Conceição (independente)                  | Vice-Ministra da Administração Interna                                                 |
| Alcino Araújo Baris                                     | Vice-Ministro da Administração Interna                                                 |
| Luís Maria Lobato                                       | Vice-Ministro da Saúde                                                                 |
| Rosária Corte-Real (FRETILIN)                           | Vice-Ministra da Educação nas Escolas Primárias e Secundárias (desde setembro de 2002) |
| Secretários de Estado                                   |                                                                                        |
| Roque Félix de Jesus Rodrigues (independente)           | Secretário de Estado da Defesa                                                         |
| Arsénio Paixão Bano                                     | Secretário de Estado do Trabalho e Solidariedade                                       |
| Arlindo Rangel da Cruz (FRETILIN)                       | Secretário de Estado do Comércio e Indústria                                           |
| Gregório José da Conceição Ferreira de Sousa (FRETILIN) | Secretário de Estado do Conselho de Ministros                                          |
| Antoninho Bianco (FRETILIN)                             | Secretário de Estado dos Assuntos Parlamentares do Primeiro Ministro                   |
| Egídio de Jesus (FRETILIN)                              | Secretário de Estado da Electricidade e da Água                                        |
| José Teixeira                                           | Secretário de Estado do Turismo, Ambiente e Investimento                               |
| Virgílio Simith                                         | Secretário de Estado da Educação, Cultura, Juventude e Desporto                        |

### Remodelação de 6 de março de 2003
| I Governo após remodelação               |                                                        |
| Nome                                     | Cargo                                                  |
| Ministro                                 |                                                        |
| Ana Pessoa Pinto (FRETILIN)              | Ministra do Conselho de Ministros                      |
| Rogério Tiago Lobato (FRETILIN)          | Ministro dos Assuntos internos                         |
| Domingos Maria Sarmento (FRETILIN)       | Ministro da justiça                                    |
| Ministros-Adjuntos                       |                                                        |
| Alcino Baris Araújo                      | Vice-Ministro para os Assuntos internos                |
| Ilda Maria da Conceição (independente)   | Vice-Ministra da administração estatal                 |
| Abel da Costa Freitas Ximenes (FRETILIN) | Vice-Ministro para o desenvolvimento e o meio ambiente |
| Secretários de Estado                    |                                                        |
| João Baptista Alves                      | Secretário de Estado das obras públicas                |

### Remodelação de 26 de julho de 2005
| I Governo após 2.ª remodelação                          |                                                                                                  |
| Name                                                    | Cargo                                                                                            |
| Marí Bin Amude Alkatiri (FRETILIN)                      | Primeiro-ministro, Ministro dos Recursos Naturais, Minerais e Política Energética                |
| Ministros                                               |                                                                                                  |
| José Ramos-Horta (independente)                         | Ministro dos Negócios Estrangeiros                                                               |
| Maria Madalena Brites Boavida (FRETILIN)                | Ministra do Planeamento e Finanças                                                               |
| Ana Pessoa Pinto (FRETILIN)                             | Ministra da Administração Estatal                                                                |
| Ovídio D. J. Amaral (FRETILIN)                          | Ministro dos Transportes e Comunicações                                                          |
| Rogério Tiago Lobato (FRETILIN)                         | Ministro do Interior                                                                             |
| Roque Félix de Jesus Rodrigues (independente)           | Ministro da Defesa                                                                               |
| Antoninho Bianco (FRETILIN)                             | Ministro do Conselho de Ministros                                                                |
| Estanislau da Silva (FRETILIN)                          | Ministro da Agricultura, Florestas e Pescas                                                      |
| Armindo Maia (independente)                             | Ministro da Educação e Cultura                                                                   |
| Rui Maria de Araújo (independente)                      | Ministro da Saúde                                                                                |
| Domingos Maria Sarmento (FRETILIN)                      | Ministro da Justiça                                                                              |
| Abel da Costa Freitas Ximenes (FRETILIN)                | Ministro do Desenvolvimento                                                                      |
| Odete Vitor da Costa                                    | Ministro de Projetos de Construção do Estado                                                     |
| Arsénio Paixão Bano                                     | Ministro do Trabalho                                                                             |
| Vice-ministros                                          |                                                                                                  |
| Aicha Bassarewan (FRETILIN)                             | Vice-Ministro do Planeamento e Finanças                                                          |
| Valentim Ximenes                                        | Vice-Ministro da Administração Estatal                                                           |
| José Teixeira                                           | Vice-Ministro dos Recursos Naturais, Minerais e Política Energética                              |
| Alcino Araújo Baris                                     | Vice-Ministro do Interior                                                                        |
| Francisco Tilman de Sá Benevides                        | Vice-Ministro do Café e Florestas                                                                |
| Rosária Corte-Real (FRETILIN)                           | Vice-Ministra da Educação em escolas primárias e secundárias                                     |
| Luís Maria Lobato                                       | Vice-Ministro da Saúde                                                                           |
| Manuel Abrantes                                         | Vice-Ministro da Justiça                                                                         |
| Arcanjo da Silva                                        | Vice-Ministro do Desenvolvimento                                                                 |
| Raúl da Cunha Mousaco                                   | Vice-Ministro de Projetos Estaduais de Construção                                                |
| Secretários de Estado                                   |                                                                                                  |
| Gregório José da Conceição Ferreira de Sousa (FRETILIN) | Secretário de Estado do Conselho de Ministros                                                    |
| José Manuel Fernandes                                   | Secretário de Estado da Juventude e Desporto                                                     |
| João Baptista Alves                                     | Secretário de Estado da Coordenação Ambiental, Ordenamento Territorial e Desenvolvimento Técnico |
| José Maria dos Reis (FRETILIN)                          | Secretário de Estado para a Região I                                                             |
| Virgílio Simith                                         | Secretário de Estado para a Região II                                                            |
| Egídio de Jesus (FRETILIN)                              | Secretário de Estado para a Região III                                                           |
| César da Cruz                                           | Secretário de Estado para a Região III                                                           |
| Albano Salem                                            | Secretário de Estado para a região de Oecussi-Ambeno                                             |
| David Ximenes                                           | Secretário de Estado dos Veteranos e Ex-combatentes                                              |